# Frederick Law Olmsted
Pour les articles homonymes, voir Olmsted.
Frederick Law Olmsted (26 avril 1822 à Hartford, Connecticut - 28 août 1903 à Belmont, Massachusetts) est un journaliste et architecte-paysagiste américain. Il est connu pour avoir créé de nombreux espaces de loisirs publics dans la seconde moitié du XIXe siècle. Il était un défenseur convaincu de l'idée selon laquelle les parcs et autres espaces publics accessibles à toutes les couches de la société ont une importance sociale considérable.
En 1857, il remporte avec l'architecte britannique Calvert Vaux le concours pour la conception du futur Central Park de New York. Il est nommé architecte en chef et joue un rôle clé dans la création de cet espace de loisirs dans sa forme actuelle. Par la suite, il conçoit de nombreux parcs, complexes de parcs, campus et autres catégories d'espaces publics dans diverses villes des États-Unis.
Il est à l'origine de la création de réserves naturelles dans la vallée de Yosemite et aux chutes du Niagara, initiant ainsi un vaste mouvement environnemental. Son idée de recréer une grande zone forestière sur le domaine privé de Biltmore en Caroline du Nord a été un catalyseur pour le développement d'une législation sur la protection et la restauration des forêts et l'organisation d'agences fédérales connexes. Il a aussi conçu le parc du Mont-Royal à Montréal au Canada. Il a également été l'architecte-paysagiste de l'exposition universelle de 1893 et de Jackson Park à Chicago.
Pionnier de l'architecture de paysage, Frederick Law Olmsted insistait sur la valeur thérapeutique de la nature en ville contre les maux liés à l'urbanisation et à l'industrialisation. Par le recours à trois principaux éléments, boisés, prés et plans d'eau, traversés de multiples sentiers, il cherchait à mettre en valeur la pureté de la nature et à dégager des vues panoramiques.

## Biographie

### Enfance et adolescence
Son père, John Olmsted, descendant d'un des premiers habitants de la ville, James Olmsted (1645-1731), travaillait dans le commerce de tissus importés. Sa mère Charlotte Olmsted, femme au foyer, est morte d'une overdose de laudanum alors que Fred avait trois ans et son jeune frère John seulement six mois. Un an après la mort de sa mère, son père se marie en secondes noces avec Mary Ann Bull, un enfant de chœur de l'église, qui élèvera les enfants.
Enfant et adolescent, Fred change d'école privée et paroissiale et suit les cours d'un géomètre, mais, selon ses dires, il ne reste jamais longtemps à l'école et ne reçoit jamais d'éducation digne de ce nom. L'architecte a par la suite rappelé que sa vision des choses avait été influencée par les promenades à cheval avec ses parents dans les environs de Hartford, ainsi que par les livres qu'il a lus pendant son enfance, parmi lesquels les classiques anglais Oliver Goldsmith et Laurence Sterne, les peintres William Gilpin et Euvdale Price, et le philosophe John Zimmerman se sont distingués.
À l'âge de quatorze ans, Fred subit une grave brûlure au sumac vénéneux, qui provoque une inflammation des yeux. En raison de sa longue maladie, le garçon s'abstient d'étudier à l'université de Yale, où il avait prévu de s'inscrire après l'obtention de son diplôme. Quelques années plus tard, en 1847, il suit encore un cours de chimie, de minéralogie et d'architecture à l'école, mais abandonne ses études quelques mois plus tard.
Olmsted était fasciné par la nature depuis son enfance. Après avoir fréquenté l'Académie Phillips, il étudia l'agronomie et l'ingénierie à l'université Yale. En 1843, il se rendit en Chine pour une année, revint travailler sur sa ferme du Connecticut, puis repartit pour la ville de New York où il acheta une petite ferme expérimentale de 0,5 km2 sur Staten Island. Cette ferme, dénommée Les Bois d'Arden (The Woods of Arden) par son ancien propriétaire, fut renommée Ferme Tomosock (Tomosock Farm) par Olmsted.

### Recherche et parcours professionnel

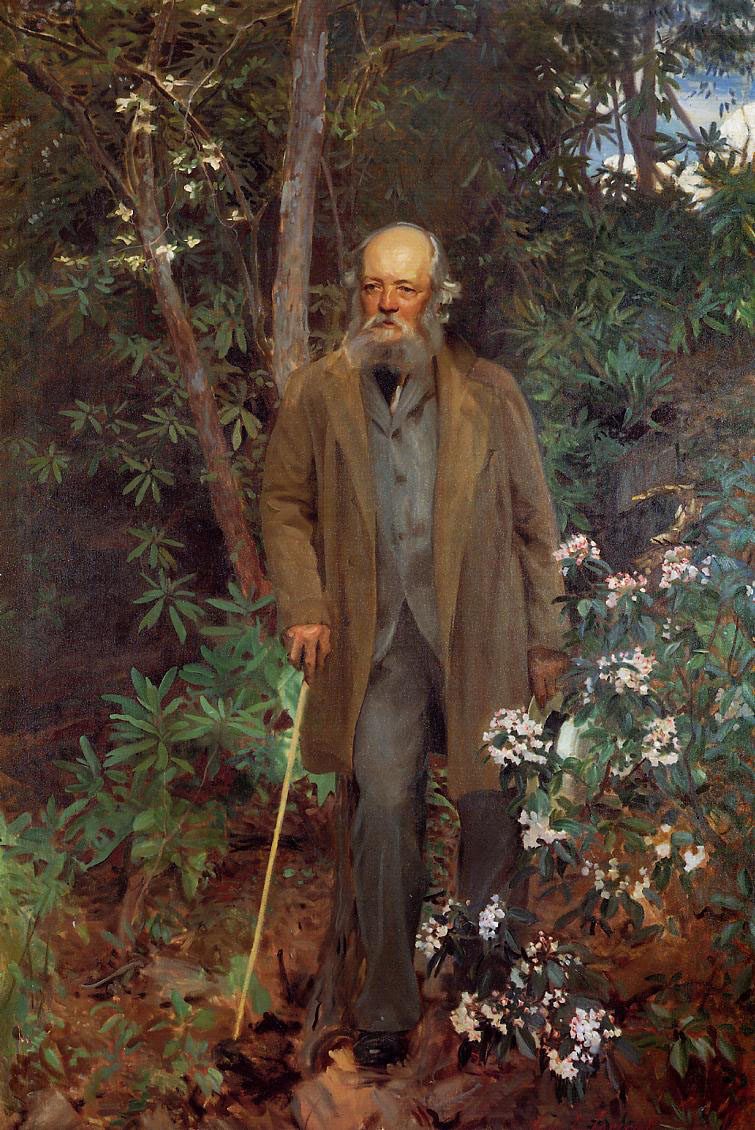
Portrait de Frederick Law Olmsted par John Singer Sargent, huile sur toile, 1895.

À partir de l'âge de 18 ans, Odmsted s'essaie à plusieurs carrières, cherchant à trouver sa place dans la vie. En 1840, avec la protection de son père, il obtient un emploi de commis dans la firme Berkard et Hutton de Manhattan, qui s'occupe d'importer des tissus de soie. Travailler 12 heures par jour, 6 jours par semaine, n'est pas satisfaisant, mais lui donne l'occasion de visiter les navires marchands qui déchargent leurs marchandises dans la baie de New York. Poussé par le romantisme des voyages, Frederick accepte un emploi de marin débutant sur la barque Ronaldson, qui doit livrer une cargaison de fourrures à la Chine. Le dur labeur physique, la cruauté du capitaine, les crises de mal de mer et l'incapacité à se rapprocher de la vie chinoise cantonaise mettent un terme à sa future carrière de marin.

#### Agriculture
En 1846, Frederick décide de se lancer dans l'agriculture dite "scientifique" et, afin d'acquérir les connaissances et l'expérience nécessaires, il se fait embaucher pendant un an par George Geddes devenu célèbre pour ses inventions agricoles. Sa première expérience avec sa propre ferme n'est pas une réussite : le terrain sur la rive du Long Island Channel dans le Connecticut qu'il achète avec l'argent de son père s'avère peu utile pour cultiver des plantes.
Une ferme située à Staten Island, qu'il achète grâce à un prêt en 1847, s'avère plus rentable. En raison de la concurrence accrue sur le marché des céréales (facilitée par le développement du transport ferroviaire et fluvial), Frederick passe de la culture du blé à celle des légumes et des fruits périssables. La ferme qu'il a appelée "Tosomock Farm" est le premier endroit où les traits d'un futur paysagiste sont apparus. Olmsted enrichit la propriété en nettoyant et en berçant l'étang et en plantant des plantes aquatiques ainsi que des ginkgos ornementaux, des noyers noirs et des cèdres du Liban. Le déménagement dans la banlieue de New York n'apporte pas seulement des récoltes plus importantes, mais met aussi Frederick en contact avec de riches voisins qui joueront un rôle important dans son destin ultérieur. L'une de ces nouvelles connaissances est George Putman, éditeur de livres et propriétaire d'un magazine littéraire.
Comme dans son enfance, la lecture reste l'un de ses loisirs. Olmsted est très impressionné par le roman philosophique Sartor Resartus de l'écrivain britannique Thomas Carlyle, qui invite le lecteur à déterminer ce qui, dans le récit, est vrai, ce qui est fictif et ce qui est faux. Un autre auteur favori est John Ruskin, dont le deuxième volume de Modern Artists vient d'être publié. Ses œuvres, ainsi que celles de Gilpin, Carlyle et Zimmerman, ont été conservées dans la bibliothèque de Frederick jusqu'à la fin de sa vie.

#### 1ervoyage en Europe
En 1850, Olmsted voyage avec son frère John et son ami Charley Brace dans plusieurs pays européens, notamment en Grande-Bretagne. Ils n'avaient pas prévu de séjourner dans la ville portuaire de Liverpool, mais un commerçant local les persuada de jeter un coup d'œil au Birkenhead Park, récemment ouvert et construit aux frais de l'État. Cette création de Joseph Paxton, avec son naturalisme et ses allées sinueuses, fit une impression durable sur Olmsted, préfigurant largement sa future carrière. Plus tard, en décrivant les résultats de son voyage, Frederick soulignera l'accessibilité du parc à diverses couches de la population, y compris les pauvres. La compagnie visite également le château gallois de Chirk, entouré d'un jardin anglais d'arbres taillés et de pelouses ; contrairement au terrain de loisirs de Liverpool, cette propriété à l'accès restreint appartient à une famille aristocratique.
À son retour aux États-Unis, Olmsted reçoit l'offre inattendue de Putman d'écrire un livre sur le voyage. Frederick est un homme cultivé, mais il n'a jusqu'alors que peu ou pas d'expérience en matière d'écriture. Il fait appel à l'aide professionnelle d'Andrew Downing, rédacteur en chef d'un magazine horticole qui avait déjà publié les lettres de l'agriculteur novice. C'est à Newburgh, où vit Downing, qu'Olmsted rencontre pour la première fois son futur compagnon Calvert Vox, mais leur première rencontre s'avère éphémère et ne laisse aucune trace dans la mémoire de l'un ou l'autre. Un ouvrage intitulé Walks and Talks of an American Farmer in England est publié au début de l'année 1852. Il est salué par la critique, mais ne se vend qu'à contrecœur.

#### Journalisme
Sur la vague du succès littéraire, Olmsted décide d'acquérir une seconde profession. Toujours entrepreneur privé, il se lance dans le journalisme pendant son temps libre. En 1852, à la suite du débat public sur La Case de l'oncle Tom de Harriet Beecher Stowe et des tensions croissantes entre les États du Nord et du Sud qui en découlent, Olmsted accepte l'offre de Henry Raymond, rédacteur en chef du New York Daily Times (aujourd'hui The New York Times), de se rendre dans le Sud et de faire découvrir aux lecteurs du journal la vie dans les États esclavagistes. Frederick s'intéresse activement aux nouveaux développements de l'agriculture et voit dans ce voyage non seulement l'occasion de gagner de l'argent pendant l'automne et l'hiver, mais aussi de mener sa propre analyse du développement de l'économie agraire basée sur l'esclavage.
Entre décembre et avril, il parcourt incognito les États du sud-est, de la Virginie au Mississippi, observe les habitants, fait de brèves connaissances et envoie des rapports à sa rédaction. La faible productivité du travail, le retard culturel général et l'attitude paternaliste de la population noire à l'égard de ses maîtres surprennent fortement l'auteur et l'amènent à penser que l'esclavage devrait être aboli le plus rapidement possible. À l'automne 1853, Olmsted se rend à nouveau dans le sud, cette fois avec son frère, dans le Texas frontalier, peu peuplé et récemment annexé. Au cours de ce voyage, le journaliste est impressionné par la communauté de colons allemands de New Braunfels, qui cultivent leurs propres terres et se distinguent économiquement des fermes esclavagistes voisines. De ses recherches sur le terrain, Olmsted en conclut non seulement que la pratique de l'esclavagisme était moralement odieuse, mais qu'elle était également coûteuse et économiquement inefficace. Ses dépêches furent conservées et constituent aujourd'hui de précieux documents concernant la période avant la guerre civile. Olmsted fut également le cofondateur de la revue The Nation, en 1865.
Après ce voyage, Olmsted envisage déjà la profession de journaliste et de publiciste-écrivain comme sa carrière principale. La création d'un livre sur l'esclavage aux États-Unis nécessite de trouver au préalable un éditeur, et à cette fin, Olmsted accepte un emploi comme l'un des associés silencieux de Dix, Edwards & Company, qui publie le Putnam's Magazine, acheté à George Putnam. En 1856, les affaires de la maison d'édition déclinent et Olmsted doit publier son propre ouvrage, intitulé A Journey into the Seaboard Slave States (Voyage dans les États esclavagistes du littoral), pour son propre compte. Le livre reçoit des critiques élogieuses mais, comme le premier, se vend très mal. Cette situation, et la faillite de l'entreprise qui s'ensuit, obligent Olmsted à chercher de nouvelles sources de revenus. En 1850, il se rendit en Europe afin de visiter certains jardins publics de Paris, Londres et Vienne. Il publia, en 1852 Walks and Talks of an American Farmer in England (Promenades et commentaires d'un fermier américain en Angleterre).

#### Gestionnaire
En août 1857, Olmsted reçoit une offre inattendue de Charles Elliott, une de ses connaissances, qui lui propose d'essayer un poste vacant de chef de projet pour un grand parc municipal. Ce poste ne nécessitait aucune compétence créative, mais il exigeait une expérience du travail sur un chantier de construction avec des ouvriers subalternes qui nettoyaient le site. Frederick Law, qui n'avait pas eu beaucoup de succès dans cette carrière (hormis la gestion de quelques ouvriers agricoles), a décidé de tenter sa chance, car il n'avait aucune source de revenus et avait besoin d'argent. Le manque d'expérience est compensé par des lettres de recommandation et la signature de nombreux parrains, dont des personnalités aussi influentes que l'écrivain Washington Irving, le magnat Morris Jesup, le diplomate Bayard Taylor et James Hamilton, avocat et fils de l'un des pères fondateurs des États-Unis, Alexander Hamilton.
Le projet consistait à préparer la zone en vue d'un futur développement, notamment par l'assèchement des marais, le dynamitage (une partie du site était recouverte d'affleurements rocheux qu'il fallait démolir) et la démolition des structures laissées par les propriétaires précédents. Sous réserve de l'approbation du conseil d'administration, Olmsted a supervisé et géré l'opération, employant entre 700 et 2 000 hommes. Le superviseur immédiat d'Olmsted est le colonel et ingénieur en chef du projet, Egbert Veal, qui avait auparavant effectué un relevé topographique de la zone et soumis son plan pour le futur parc.

#### Concours
Malgré l'approbation initiale du plan de Veal, le conseil d'administration du parc annonça néanmoins un concours public pour la conception de la future zone de loisirs, dont l'un des initiateurs et participants était Calvert Vox. Cet architecte britannique, qui avait déjà travaillé avec Andrew Downing, avait proposé à Olmsted, en novembre 1857, de collaborer à la rédaction du concours. Bien plus tard, il avoua que l'une des raisons de cette demande était qu'il avait lu et aimé la description des parcs anglais dans Walks and Talks. L'auteur de la biographie d'Olmsted, Justin Martin, pense que Vox était en fait insatisfait de la qualité de la carte de ville et qu'il avait besoin d'aide pour obtenir des informations actualisées sur le paysage, ce que le superviseur de l'ouvrage pouvait lui fournir. Quoi qu'il en soit, le partenariat qui s'établit entre Olmsted et Vox est crucial pour l'un comme pour l'autre, car il prédétermine non seulement l'aspect du futur parc, mais aussi la carrière future des deux maîtres.
Le dernier jour du concours, le 31 mars 1858, Olmsted et Vox présentent leur projet, qu'ils appellent "Greensward", et qui est le 33e de la liste. Les auteurs ont inclus ses attributs obligatoires selon les termes du concours, mais ils l'ont fait d'une manière particulière. Les structures et constructions monumentales, présentes dans la plupart des autres œuvres, ont été réduites dans "Greensward" ou masquées par des paysages naturels. Par exemple, la place d'honneur, conçue par les organisateurs comme un lieu pour les cérémonies militaires officielles, est présentée dans l'œuvre sous la forme d'une pelouse aux dimensions les plus réduites possibles,. La description ne comportait pas la tour monumentale requise, mais incluait une terrasse d'observation basse, incarnée plus tard sous le nom de "château du Belvédère",.
Selon la conception du concours, les visiteurs du parc devaient être attirés le plus rapidement possible dans l'espace récréatif, et une série de chemins sinueux s'éloignant des rues de la ville a été conçue à cet effet. L'une de ces allées partait de l'entrée principale située à l'angle de la Cinquième Avenue et de la 59e Rue et se dirigeait vers le centre, où une allée centrale d'ormes, pas trop longue et appelée "Promenade" (aujourd'hui connue sous le nom de "Mall"), devait être aménagée. Un soin particulier a été apporté pour donner à la zone un aspect provincial et rural, avec des bassins pittoresques et une abondante végétation boisée, et avec une absence presque totale des éléments pompeux et formels typiques de nombreux jardins royaux en Europe. Pour incarner davantage l'idylle campagnarde, les passages de circulation auraient dû être abaissés au-dessous du niveau du sol et entourés d'une clôture et d'une végétation arbustive dense. Outre Olmsted et Vox, l'architecte britannique Jacob Mould, a participé activement à la conception de Central Park.

#### Premiers pas dans la construction
Le 28 avril 1858, les créateurs du plan Greensward sont déclarés vainqueurs du concours, recevant sept des onze votes du jury,. Officiellement, Frederick Olmsted devient l'architecte en chef de Central Park et Calvert Vox son assistant, chaque partenaire se concentrant sur un rôle particulier, tout en prenant une part égale à la création de Central Park.
Vox, en tant qu'expert en conception et construction de bâtiments, s'occupe principalement des différentes structures : ponts, pavillons, stations de bateaux, etc., tandis qu'Olmsted définit la stratégie globale de développement, est responsable du design et de la perception esthétique en général,. S'appuyant sur son intuition et son expérience, il décide de transformer les paysages d'une zone particulière du parc, en les transformant en bosquets, pelouses et plans d'eau artificiels imitant les caractéristiques naturelles. À cet égard, il est allé bien au-delà du jardinage paysager traditionnel, dans lequel l'horticulture et l'aménagement paysager jouaient un rôle déterminant. Par exemple, selon Olmsted, une pelouse construite avec des arbres solitaires et ayant la forme d'un sablier doit avoir un pouvoir mystique et attirer les visiteurs comme un tourbillon, et la combinaison de feuilles sombres au premier plan et claires à l'arrière-plan doit créer l'illusion d'un plus grand espace. Olmsted, comme auparavant, cumule le poste de directeur et s'occupe à ce titre du travail administratif, ce qui n'intéresse guère Vox.
L'une des innovations inventées par Olmsted et Vox, inédite dans le domaine du jardinage, est la division des chemins en chemins équestres et piétonniers, qui facilite les déplacements des différents groupes de visiteurs,,. Des échangeurs sont construits à leurs intersections, pour lesquels des ponts supplémentaires sont construits, chacun avec une architecture unique.

#### 2evoyageen Europe
À l'automne 1859, alors que le parc exploite déjà une patinoire sur le lac nouvellement construit, que la colline densément boisée de "Ramble", avec son labyrinthe de sentiers, est ouverte aux visiteurs et que la plupart des sentiers du parc inférieur sont terminés, Olmsted commence à présenter des symptômes de maladie mentale, décrits comme des troubles bipolaires, en plus d'insomnies chroniques et de dépressions. Le Board of Park Commissioners accepte ces symptômes comme le résultat d'une surcharge de travail et accorde à l'architecte une bourse pour voyager en Europe, officiellement dans le cadre d'un échange. De septembre à décembre de la même année, Olmsted visite de nombreux jardins en Grande-Bretagne, en France, en Belgique et en Allemagne, dont Berkenhead Park, le célèbre Arboretum de Derby, Chatsworth House, Great Windsor Park, Aston Hall, Birmingham Botanic Garden, Hyde Park, St James' Park, Versailles, St Cloud, le Jardin du Luxembourg et la Forêt de Boulogne. Il retourne plusieurs fois dans certaines des fermes répertoriées.
Contrairement à son premier voyage, cette fois le nom d'Olmsted est déjà bien connu en Europe pour sa contribution à la création de la zone de loisirs de New York, et les fonctionnaires sont désireux d'établir des contacts, de le rencontrer et de lui fournir des informations sur les sujets qui l'intéressent.

#### Réalisations
À la suite d'un voyage en Europe, Olmsted introduisit un certain nombre d'innovations administratives, dont certaines étaient avant-gardistes pour l'époque. Il s'agit notamment de la limitation de la vitesse des charrettes à l'intérieur du parc à 5 miles par heure et de l'aménagement de ce que l'on appelle des "repos de voiture", qui, avec l'avènement et le développement de la circulation automobile, se sont transformés en parkings bien connus. Des gardes en uniforme sont apparus dans le parc et devaient être visibles du public, mais ne pas engager la conversation avec lui, sauf en cas d'absolue nécessité ou pour lui adresser personnellement la parole. Des panneaux décrivant les règles de conduite apparaissent afin de prévenir les infractions. En plus de leurs activités principales à Central Park, Olmsted et Vox s'engagent dans des projets secondaires. L'un d'entre eux est l'élaboration d'un plan pour le cimetière de Hillside dans la banlieue new-yorkaise de Middletown. Dans une lettre adressée à une commission gouvernementale, les compagnons se présentent comme des " architectes paysagistes ", utilisant le terme dans son sens moderne pour la première fois dans l'histoire.

#### Accident et décès de son fils
En août 1860, Olmsted manque de se tuer en tombant d'une gondole renversée avec son fils nouveau-né dans les bras. L'enfant meurt quelques jours plus tard et Frederick Law, qui souffre d'une triple fracture de la jambe, survit malgré le pronostic défavorable des médecins. La conséquence de cette blessure est une jambe raccourcie et une boiterie sévère pour le reste de sa vie.
Dès les premières étapes de la construction, il devient évident que le budget du parc dépasse largement les fonds alloués et, alors qu'Olmsted est en Europe, le Board of Commissioners nomme Andrew Green, contrôleur en chef, afin de réduire les dépenses de fonds publics. Au cours de l'année 1860, un conflit éclate entre Olmsted et Green : l'architecte en chef se plaint que Green s'en prend à toutes les dépenses, même les plus insignifiantes, et cherche à prendre sa place. Andrew Green est un membre actif du conseil des commissaires. Considéré comme un associé et un ami proche d'Olmsted depuis que le plan Greensward a été discuté, mais leur relation s'est détériorée au fur et à mesure qu'ils travaillaient ensemble. En janvier 1861, Olmsted présente une démission émouvante de ses deux postes d'architecte en chef et de surintendant, qui lui est accordée en juin de la même année,.

### Guerre civile

#### Commission sanitaire
Avec le déclenchement de la guerre de Sécession (1861-1865), Olmsted commence à chercher une occasion d'y prendre part du côté de l'Union, malgré sa jambe infirme. En juin 1861, il accepte l'offre du ministre Henry Bellows de devenir directeur général de la "Sanitary Commission", créée pour organiser les premiers soins aux militaires blessés et malades. Une inspection des camps de tentes au sud de Washington révèle l'absence de conditions sanitaires adéquates : les volontaires sont vêtus de ce qu'ils peuvent, se reposent serrés les uns contre les autres dans des tentes sales ou sur le sol nu, et mangent de la nourriture maigre et avariée. Des entretiens avec la milice après la défaite de la bataille de Bull Run révèlent la mauvaise organisation de l'offensive nordiste : une partie des troupes avant la bataille souffre du manque d'eau, de nourriture et de sommeil, une autre se précipite dans la bataille immédiatement après la fastidieuse manœuvre de marche.
Olmsted est particulièrement préoccupé par le "Medical Committee", une petite unité médicale non conçue pour des opérations de combat à grande échelle et dirigée par un chirurgien âgé. À l'automne 1861, Olmsted rédige une série d'initiatives législatives visant à réorganiser le service médical, rencontre le commandant en chef de l'armée du Potomac, George McClellan, le sénateur Henry Wilson et obtient une audience auprès du président Abraham Lincoln. Un projet de loi en ce sens n'est approuvé par le Congrès américain qu'au printemps 1862, lorsque la prolongation des hostilités devient évidente.
Pendant la campagne de la péninsule, Olmsted organise plusieurs hôpitaux flottants sur les affluents de la rivière York en Virginie, dotés de chirurgiens professionnels, de frères et sœurs médecins et d'assistants. Les navires accueillent les malades et les blessés, leur prodiguent les premiers soins (y compris l'extraction des balles et les opérations d'amputation) et les évacuent par mer vers les hôpitaux de New York et de Boston. Une autre fonction de la Sanitary Commission, directement gérée par Olmsted, consiste à collecter des dons dans les États du Nord par le biais de diverses foires et concerts de charité. La nourriture, les vêtements, les médicaments et les fournitures achetés avec les recettes sont transportés dans la zone de guerre et distribués aux hôpitaux de campagne. Par exemple, juste avant la bataille d'Antietam Creek, l'organisation installe 12 entrepôts à l'arrière de l'armée américaine et fournit plus de 28 000 chemises, serviettes, oreillers, tasses en fer-blanc et autres produits secs, ainsi que 30 barils de bandages, du chloroforme, de l'opium, 2 620 livres de lait concentré, 5 000 livres de bœuf, 3 000 bouteilles de boissons alcoolisées, des citrons frais, des biscuits, du thé et du sucre.
Au début de l'année 1863, la Commission sanitaire était déjà une organisation beaucoup plus importante, avec plus de 250 communautés dans différentes villes des États-Unis, et il y avait un fossé entre le bureau central à Washington et les unités du théâtre occidental. Afin de résoudre les différends, Olmsted parcourt les États-Unis au printemps, visitant Cleveland, Cincinnati, Chicago, St-Louis et Louisville, ainsi que le quartier général du général Ulysses Grant en Louisiane, où il s'entretient avec le futur président des États-Unis. La nouvelle de la bataille de Gettysburg surprend Olmsted à Philadelphie, où il s'occupe de l'approvisionnement en nourriture, et trois jours plus tard, il est sur les lieux de la bataille la plus sanglante de la guerre, distribuant de l'aide aux blessés.

#### Dans les mines d'or
Les frictions au sein de la Commission d'assainissement portent notamment sur l'allocation de fonds pour une campagne particulière. Olmsted, se souvenant d'un conflit similaire avec Andrew Green lors de son passage à Central Park, décide de démissionner de son poste d'administrateur de l'organisation. La guerre touche à sa fin et il doit planifier une carrière en temps de paix. Le célèbre journaliste Charles Dana propose à Frederick de prendre en charge la gestion des mines d'or du domaine de Mariposa, au pied de la Sierra Nevada en Californie, qui vient d'être acquis par un groupe de spéculateurs financiers.
En octobre 1863, Olmsted arrive à San Francisco et, quelques jours plus tard, atteint à cheval la petite ville de Bear Valley, où se trouvent les bureaux de la compagnie et plusieurs mines d'or. À la surprise d'Olmsted, l'équipement d'extraction de l'or s'avère très détérioré et en partie inutilisable. Une grave sécheresse sévit dans la région et la rivière Mariposa, peu profonde, ne fournit pas assez d'eau pour l'amalgamation, le processus d'extraction du métal du minerai ; au lieu des bénéfices escomptés, l'entreprise enregistre d'importantes pertes. La direction a également révélé que le propriétaire précédent, John Fremont, n'avait non seulement pas accordé suffisamment d'attention à son entreprise, mais qu'il avait également contracté des dettes importantes dont les nouveaux propriétaires n'étaient pas au courant. Ces informations sont révélées par inadvertance lors d'une audience au tribunal de New York en décembre 1864. La procédure n'est pas directement liée au domaine de Mariposa, mais affecte la réputation de l'un de ses nouveaux propriétaires, l'ancien maire de New York, George Opdyke, qui semble également avoir eu recours à des manœuvres frauduleuses. L'enquête aboutit à la saisie de la propriété, dont Olmsted lui-même n'apprend l'existence que par un huissier arrivé au bureau au début de l'année 1865.
Entre janvier et mai 1865, Olmsted passe la majeure partie de son temps à San Francisco, où il utilise le télégraphe pour tenter de contacter le conseil d'administration de la société afin d'obtenir de nouvelles instructions. Pendant cette période, il parvient à conclure un contrat à court terme pour la conception du cimetière de Mountain View à Oakland, dans lequel il démontre à nouveau son style novateur : il comprend des tombes temporaires pour les immigrants chinois et un grand nombre de parcelles individuelles. Le cimetière est planté de cyprès à feuilles persistantes qui, depuis l'Antiquité, symbolisent l'immortalité. Calvert Vox, avec qui Olmsted avait correspondu tout au long de sa vie en Californie, le persuade dans une lettre de retourner à New York : la ville a repris ses projets de développement de Central Park après la fin de la guerre. En outre, un autre parc paysager devait être créé dans la région de Brooklyn. La décision est facilitée par le fait que le nouveau propriétaire du Mariposa Estate refuse les services d'Olmsted.

#### Vallée de Yosemite
Parallèlement à son travail principal au Mariposa Estate, Frederick Olmsted s'est engagé dans un autre projet qui lui a permis de découvrir une nouvelle facette de sa personnalité et qui a eu des conséquences considérables. Non loin de Bear Valley se trouve la vallée de Yosemite, dans la chaîne de montagnes de la Sierra Nevada. Dans la première moitié des années 1960, elle est devenue célèbre grâce au travail du photographe Carlton Watkins et du peintre Albert Bierstadt. Les deux maîtres ont visité le Yosemite indépendamment l'un de l'autre et ont exposé leurs œuvres dans des galeries new-yorkaises. Un autre visiteur fut le directeur de la compagnie de navigation à vapeur Israel W. Raymond, qui non seulement admirait les paysages de la vallée, mais voyait aussi la possibilité d'attirer des touristes. Il envoie une lettre au sénateur John Conness pour lui demander de limiter l'activité économique dans la vallée en la confiant à l'État. Frederick Olmsted, qui n'a jamais rencontré Raymond, figure en tête de liste des administrateurs potentiels. Conness rédige un projet de loi à cet effet à l'intention de la législature locale, qui l'approuve à son tour, en copiant la liste des administrateurs figurant dans la lettre de Raymond. Le 30 juin 1864, un projet de loi prévoyant le transfert de la vallée de Yosemite et de la forêt voisine de Mariposa à l'État de Californie est signé par le président Lincoln.
Olmsted reçoit la nouvelle de sa nomination à la tête du comité de supervision le jour même où il revient d'une promenade à cheval dans le Yosemite. Il avait passé plus de deux semaines dans la vallée avec sa famille et son guide, n'en gardant que des souvenirs admiratifs : "L'unité de la plus profonde grandeur et de la plus profonde beauté de la nature n'est pas dans telle ou telle caractéristique, ni dans tel ou tel paysage, ni même dans aucun paysage en soi, mais partout et tout autour, où que le visiteur se trouve, il est entouré par le plus grand triomphe de la nature, le Yosemite".
Dans ses nouvelles fonctions, Olmsted fait réaliser, à ses frais, un dessin des limites de la zone protégée et prépare des propositions de sentiers de randonnée et de campings adaptés aux randonneurs. Un plan détaillé de la vallée est présenté par lui en août 1865 lors d'une réunion avec le président de la Chambre des représentants et futur vice-président des États-Unis, Shyler Colfax, qui arrive au Yosemite entouré de nombreux journalistes. Olmsted fait visiter le futur parc à la délégation représentative et prononce un jour publiquement les principales thèses d'un traité préparé pour l'occasion : "Le Yosemite doit rester à jamais protégé et géré pour le libre accès de l'humanité", affirme Olmsted, "et par conséquent l'entretien du parc, l'hospitalité aux visiteurs de toutes les parties du monde, doivent être le noble devoir d'un État exclusivement souverain". Olmsted prévoyait qu'un jour le nombre de visiteurs dans la vallée se chiffrerait en millions et que des efforts de l'État seraient nécessaires pour préserver sa nature fragile. La région est restée sous la juridiction de l'État jusqu'en 1906, date à laquelle, après la mort d'Olmsted, elle a été transformée en parc national de Yosemite sous la pression de l'opinion publique.

### Projets post-guerre de Sécession

#### Prospect Park
L'économie américaine était en plein essor après la fin de la guerre civile en 1866-1873, ce qui se reflétait dans les contrats de construction. De retour à New York en novembre 1865, Olmsted et Vaux fondent le cabinet Olmsted, Vaux & Company, dont l'activité principale est l'architecture paysagère. Les associés rétablissent la coopération avec le Central Park Board of Trustees, dont ils reprennent les fonctions d'architectes. Parallèlement, le cabinet est chargé de créer Prospect Park. Un grand parc public à Brooklyn, comparable en taille et en style à Central Park à Manhattan, avait été planifié par la ville dès 1860, mais il avait dû être reporté à cause de la guerre. En l'absence d'Olmsted, une commande préliminaire pour la conception de la nouvelle zone de loisirs est proposée à Vox, mais l'architecte lui-même a besoin du soutien de son compagnon et le persuade pour cette raison de retourner sur la côte Est. Un plan détaillé du parc, élaboré par Olmsted et Vox, est préparé en janvier 1866 ; quelques mois plus tard, la construction débute.
Comme dans leur première œuvre, les architectes se concentrent sur l'idée de recréer un coin de nature sauvage au milieu des pâtés de maisons. L'un des joyaux de Prospect Park est la construction d'un long cours d'eau qui, selon les sections, crée l'illusion d'un ruisseau turbulent dans un ravin de montagne boisé, ou d'un lac pittoresque avec de nombreuses petites îles. Contrairement au projet de Manhattan, où le réservoir central a été creusé à l'emplacement d'un ruisseau marécageux et partiellement alimenté par ses eaux, à Brooklyn, l'ensemble du système a dû être créé de toutes pièces, alimenté par l'eau d'un puits au moyen d'une puissante pompe. Le fond du ruisseau a été tapissé de carreaux de céramique sur toute sa longueur, comme à Central Park. L'un des constructeurs, l'ingénieur John Coulier, a inventé une machine spéciale qui ressemblait à un énorme chariot : il a serré le tronc des deux côtés, l'a sorti du sol avec le système racinaire, l'a transporté et l'a planté à son nouvel emplacement. L'équivalent du Sheep Meadow de Central Park était le Long Meadow de Brooklyn, une prairie d'un kilomètre et demi de long située dans le coin nord-ouest du parc. Les auteurs ont planifié les chemins de la prairie en dessous du niveau du sol, de sorte que de loin, on a l'impression que les gens glissent le long de la prairie. Malgré la diversité des paysages du parc, ils font tous partie d'un système global intelligemment conçu, destiné à créer un sentiment d'harmonie dans une retraite rurale, à l'abri de l'agitation de la ville. La conception de Prospect Park Plaza, une place ovale située à la limite nord du parc, où l'entrée principale a été aménagée, et des rues environnantes, constituait une partie distincte du projet.

#### Chicago et Buffalo
Entre 1869 et 1871, Olmsted, Vaux & Co. travaille sur plusieurs projets à Chicago et Buffalo, tout en offrant des services de conseil à New York et Brooklyn. La commande inhabituelle portait sur la conception et la construction du nouveau Riverside Village à quelques kilomètres de Chicago, qui devait combiner un mode de vie rural et sédentaire avec la présence d'une infrastructure urbaine moderne. Olmsted a conçu l'aménagement de cette communauté en consacrant environ 40 % du site à des espaces publics, en particulier des parcs. Pour mettre en valeur la vie rurale paisible, l'architecte a dessiné des rues curvilignes, suivant les caractéristiques du paysage et évitant les angles aigus. Après un grand incendie à Chicago en 1871 et la dépression économique qui s'ensuivit, l'entreprise cliente fit faillite et sa coopération avec les architectes fut interrompue à un stade précoce de la construction, mais à l'avenir, le plan Olmsted fut mis en œuvre de manière générale et le concept d'urbanisme fut utilisé dans tous les États-Unis,. En reconnaissance du travail des artisans, les blocs subsistants de Riverside ont reçu en 1970 le statut de National Historic Landmark.
À Buffalo, Olmsted et Vox s'étaient constamment orientés vers le concept de parkland, c'est-à-dire une série d'espaces récréatifs diversifiés dans différentes parties de la ville, reliés par des avenues semblables aux Champs-Élysées ou à l'avenue Foch à Paris. L'idée de larges rues de type boulevard pour les caravanes et les piétons a été suggérée et réalisée dès 1866 lors de l'aménagement de la zone autour de Prospect Park. Les avenues qui y mènent sont plantées de vastes ormes couronnés et sont nommées Eastern Parkway et Ocean Parkway. Le néologisme "parkway" lui-même, introduit par Olmsted et Vox, est ensuite largement utilisé dans l'est des États-Unis et au Canada,,. Trois zones de parcs étaient prévues à Buffalo. Le plus central et le plus grand (1,52 km²) d'entre eux était une zone d'étape à la limite nord de la ville, désignée simplement comme "The Park" par les partenaires renommé "Delaware Park" au 20e siècle. Selon ce plan, des avenues radiales divergentes devaient conduire à deux autres parcs de la ville : l'un sur les rives du lac Érié et de la rivière Niagara qui en découle (" The Front "), l'autre à l'est de Buffalo (" The Parade ", aujourd'hui Martin Luther King Park). Alors que dans le premier cas, les auteurs ont poursuivi la tradition de recréer des paysages "pastoraux" avec des forêts, des lacs et des pelouses, les deux autres zones de loisirs impliquaient une orientation fonctionnelle différente. Sur les rives rocheuses de l'Erie et du Niagara, une large terrasse a été construite pour admirer l'étendue de l'eau, tandis que Parade Park a été conçu pour des événements sociaux : pique-niques, réunions, jeux sportifs et entraînement militaire.
Un autre projet réussi d'Olmsted, Vaux & Co. à Buffalo fut l'aménagement paysager de l'hôpital psychiatrique local, construit par le jeune architecte Henry Richardson, presque inconnu à l'époque. Le plan original élaboré par les partenaires commerciaux fut perdu, mais Olmsted en créa par la suite un nouveau, sans la participation de Vox, qui fut réalisé. L'amitié née de la collaboration avec Richardson joue un rôle majeur dans la suite de la carrière d'Olmsted.
Un incendie à Chicago détruit les plans déjà approuvés de deux nouveaux parcs publics de la ville, South et Jackson, qui devaient être reliés par un canal panoramique avec des stations de bateaux. Après la crise financière, un autre architecte, Horace Cleveland, créa son propre projet à partir des idées de base d'Olmsted. Le terrain situé sur les rives du lac Michigan, sur lequel une deuxième zone de loisirs était prévue, resta longtemps inexploité, jusqu'à ce que, dans les années 1890, Olmsted, déjà au crépuscule de sa carrière, y conçoive les plans de la prochaine exposition universelle,.

#### Rupture avec Calvert Vox
Grâce à son caractère grégaire et persuasif, Olmsted acquiert une position assez importante dans la société new-yorkaise, contrastant fortement avec celle de Vox, éduqué et travailleur mais socialement modeste. La nomination d'Olmsted comme commissaire temporaire du Public Parks Department de la ville en mai et octobre 1872, alors que son président Henry Stebbins était en congé en Europe, a contribué en partie aux frictions entre les deux compagnons. Une couche influente d'Américains commença à percevoir Olmsted comme le principal créateur de Central Park, en dépit non seulement de la réalité (Olmsted et Vox y ont contribué à parts égales, chacun à leur manière), mais aussi des objections d'Olmsted lui-même, qui corrigeait invariablement les journalistes sur l'iniquité d'une telle conclusion. Néanmoins, le 18 octobre 1872, Olmsted, Vaux & Co. cessa d'exister et le partenariat officiel de ses fondateurs prit fin. Par la suite, Olmsted et Vaux continuent de travailler ensemble sur des projets individuels, mais leur coopération n'est plus aussi étroite et amicale qu'auparavant.

#### Parcs Morningside et Riverside
En 1873, l'histoire de deux autres parcs de la ville de New York conçus conjointement par Olmsted et Vox : Morningside et Riverside. Les deux projets sont approuvés par le Department of Public Parks à l'automne de la même année, mais leur construction est quelque peu retardée,.
Olmsted, qui avait été nommé architecte de Morningside Park (Calvert Vox n'était pas initialement impliqué dans le projet), commença à travailler presque immédiatement : selon le rapport, à la fin de l'année, il était possible de tracer des chemins, de préparer une fosse et des tuyaux de drainage pour le réservoir et de commencer à construire des enclos de pierre. Peu après, cependant, les travaux furent interrompus en raison de la crise économique et, en 1880, Jacob Mould fut chargé de superviser la construction. Quatorze ans plus tard, en 1887, Olmsted fut invité à revenir en tant qu'architecte, déterminé à reprendre le tracé d'origine. À son tour, Olmsted lui-même insiste pour faire appel à Vox, avec qui il avait alors partiellement rétabli la collaboration. Contrairement à Central et Prospect Park, les architectes décident de ne pas modifier radicalement le paysage, mais de conserver sa topographie rocheuse complexe.
La construction de Riverside Park dans l'Upper West Side débute en 1876. Contrairement aux projets précédents de la ville de New York, celui-ci impliquait l'aménagement d'une bande de terre sur la rive de l'Hudson, entre la voie ferrée anciennement tracée et le plateau rocheux. Olmsted s'oppose à l'abondante verdure qui masquerait le panorama du bas de l'Hudson. Il a conçu un sentier équestre sinueux, bordé de rangées d'arbres, et plusieurs passerelles ombragées ; il a prévu des plates-formes d'observation. Le long de la limite orientale du parc, orientée vers l'intérieur des terres, se trouve un boulevard appelé Riverside Drive. La collaboration d'Olmsted avec les organisateurs de la zone de loisirs se poursuivit jusqu'en 1878, et une grande partie de son plan fut mise en œuvre,.

#### Transformation du Capitole
Le projet d'aménagement des abords du Capitole, le bâtiment du Congrès américain à Washington, DC, qui avait subi d'importantes modifications architecturales au cours des années précédentes, a été couronné de succès. En mars 1874, lorsqu'Olmsted est chargé d'aménager des jardins et des parterres près du parlement, les alentours ne sont plus qu'une pelouse piétinée avec de rares arbres rabougris, et le Capitole lui-même - un bâtiment allongé avec un dôme d'une hauteur disproportionnée, de plus, la façade principale surplombe les autres bâtiments fédéraux sur le côté opposé.
En juin 1874, l'architecte présente un projet détaillé pour la reconstruction de la place, dans lequel il dessine des allées sinueuses, des bordures, de la verdure, des fontaines, de petites formes architecturales et d'autres constructions. L'auteur était particulièrement fier d'une petite maison de repos avec une fontaine d'eau potable et un carillon, qu'il appela "Maison d'été". Contrairement aux parcs panoramiques conçus précédemment, où chaque détail était destiné à recréer un sentiment de vie à la campagne, l'objectif principal était ici de mettre en valeur la grandeur du bâtiment du Parlement. Les sols autour du Capitole ont été fertilisés avec du guano du Pérou. Un millier d'arbres sont plantés, principalement des ormes, des tilleuls, des marronniers d'Inde et des chênes[120], ainsi que des magnolias, des mûriers et des liquidambras. Le Capitole lui-même subit également des modifications : sur proposition d'Olmsted, les façades nord, ouest et sud du bâtiment sont complétées par des terrasses en marbre, ce qui modifie non seulement ses proportions visuelles (elles deviennent plus harmonieuses), mais le réoriente également d'est en ouest - vers l'allée nationale et l'ensemble des bâtiments gouvernementaux, dont la Maison-Blanche.

#### Troisième voyage en Europe
Malgré de nombreuses commandes, mais temporaires, Olmsted conserva son poste d'architecte paysagiste pour le service des parcs publics de la ville de New York tout au long des années d'après-guerre, revenant après chaque voyage pour travailler à la remise en ordre de Central Park. La coopération d'Olmsted avec le Conseil des Superviseurs nouvellement élu, dont la plupart des membres se considéraient comme des adeptes du mouvement Tammany Hall, s'est accompagnée de fréquents conflits. Comme le soulignent les chercheurs, la principale raison du mécontentement des clients est l'opposition de l'architecte aux nouvelles idées des administrateurs, comme l'organisation de courses de chevaux dans la partie sud du parc ou l'installation d'une ménagerie sur la pelouse. À la suite de cet affrontement, le poste d'Olmsted est supprimé à la fin de l'année 1877, le privant de son emploi principal et ne pouvant compter que sur des commandes,.
Au milieu de la tourmente, Olmsted montre des signes de diverses maladies, notamment de dépression. Il se replie sur lui-même, hanté par des pensées anxieuses de perte future de ses moyens de subsistance. Au début de l'année 1878, l'architecte se rend en Europe sur les conseils de son médecin, où se trouve alors son neveu et fils adoptif John. John se préparait à suivre les traces de son beau-père et, à cette fin, il étudiait l'art des jardins de l'Ancien Monde tout en faisant ses courses. De janvier à avril, Olmsted visite plusieurs villes européennes avec son fils - il revisite Berkenhead Park, visite Regent's Park à Londres et le jardin anglais de Munich, fait une promenade en gondole le long des canaux de Venise et se promène dans les rues de Paris. Comme lors de ses précédents voyages, Olmsted note soigneusement le résultat de ses observations dans un carnet, tandis que John, qui l'accompagne et qui est doué pour le dessin, réalise des croquis.

#### Boston
Les années quatre-vingt et la première moitié des années quatre-vingt-dix sont la période de la plus grande activité créatrice de Frederick Olmsted. À un moment donné, les commandes deviennent si nombreuses qu'il ouvre sa propre entreprise à Brookline, dans la banlieue de Boston, et engage du personnel supplémentaire. Lorsqu'il recevait une commande pour une localité particulière, il se rendait sur place, étudiait la zone, créait un projet et, sur la base de ce projet, établissait un plan de travail direct. Le projet est réalisé par son représentant et Olmsted lui-même n'apparaît sur le site que lorsque sa participation directe est requise.
Vers 1875, alors que les services d'Olmsted à New York étaient de moins en moins demandés, on discutait vivement à Boston de projets visant à aménager de nouveaux espaces verts en plus du Boston Common et du Public Garden existants. L'architecte souhaitait vivement coopérer avec la mairie de cette ville, mais sa première demande fut infructueuse : au lieu d'une commande, le maître reçut une invitation à diriger le comité d'admission pour la sélection du projet sur la base d'un concours. Ce n'est qu'après que le plan du vainqueur du concours se soit avéré irréalisable (et qu'Olmsted lui-même ait refusé de participer au jugement) que les commissaires de Boston se sont présentés à lui. L'architecte Henry Richardson, qui connaissait bien Olmsted et les commissaires, joua un rôle important dans l'accord.
Au départ, il s'agit d'améliorer un petit terrain situé à l'embouchure de la rivière Charles, périodiquement inondée par les eaux de l'océan Atlantique. En fait, le territoire du futur parc, baptisé plus tard Back Bay Fens, était une friche marécageuse à l'emplacement d'une prairie de marais salants, impropre à la culture de la plupart des plantes. Il était également fortement pollué par les déchets et les eaux usées provenant des quartiers urbains voisins. Avec l'aide d'ingénieurs, Olmsted a nettoyé et détourné le ruisseau à travers la zone, le rendant plus sinueux et plus pittoresque. Des vannes de régulation du niveau de l'eau ont été placées à l'endroit où le cours d'eau se jette dans la rivière. D'autres structures hydrauliques accumulaient les flux d'orage qui polluaient le parc avec des eaux usées. Le parc a été planté de plantes tolérant les sols marécageux : carex, spartine, distichlis, peigne et prunier de mer. À titre expérimental, des arbustes de Mahonia padoubolis à feuilles persistantes, originaires de l'ouest des États-Unis, ont été plantés. Les chemins ont été conçus de manière que les visiteurs puissent admirer la prairie recréée sans l'endommager. À son tour, Henry Richardson conçut le large pont qui marque aujourd'hui le début de Boylston Street.
En 1879, Olmsted, à l'invitation de Charles Sargent, commença à dessiner des plans pour transformer les terrains de l'Arnold Arboretum, une collection de plantes ligneuses de l'Université de Harvard, qui venait d'ouvrir ses portes. Comme le Back Bay Fens Park, l'Arboretum devait devenir un autre espace de loisirs gratuit pour les habitants de Boston et les visiteurs. Olmsted a conçu un système d'allées sinueuses le long desquelles des arbres ont été plantés, groupés selon la classification de Bentham et Hooker. Sargent souhaitait que "les visiteurs qui traversent l'arboretum puissent se faire une idée générale de la végétation arboricole de la ceinture tempérée de l'hémisphère nord sans quitter leur voiture". Le botaniste espérait que "le fait d'éviter les lignes rigides et formelles inhérentes aux jardins botaniques encouragerait une étude complète de la collection, à la fois sur le plan scientifique et pictural",.
Au fur et à mesure que les projets avancent et que de nouveaux fonds sont alloués, Olmsted reçoit de plus en plus de commandes. Les autorités de la ville lui demandent de les aider à créer un vaste ensemble de parcs et d'espaces récréatifs reliés par des boulevards et des canaux. L'idée d'un système d'espaces publics, conçue par Olmsted et Vox alors qu'ils travaillaient sur le Prospect Park de Brooklyn, puis réalisée à Buffalo, fut développée à Boston et dans ses environs. Entre 1878 et 1895, la ville a créé une chaîne d'espaces verts (aujourd'hui connue sous le nom de "collier d'émeraude") pour les loisirs actifs et la contemplation.
Le projet le plus ambitieux de la série est la création du Franklin Park (ouvert en 1885), nommé d'après l'un des fondateurs de l'État américain, Benjamin Franklin. Olmsted a divisé la future zone de loisirs en deux sections séparées par des routes, l'une planifiée dans son style "pastoral" traditionnel et l'autre (connue sous le nom de "The Playstead") destinée aux événements sportifs de plus en plus populaires tels que le baseball, le croquet et le tennis. Un autre projet planifié et mis en œuvre par Olmsted consistait à améliorer les rives du lac Jameika Pond, un plan d'eau créé par le thermokarst au cours de la dernière période glaciaire. La construction de l'espace vert Riverway le long de la rivière Muddy, qui s'écoule de l'étang Jameika, rappelle le premier projet Back Bay Fens de Boston : la vallée d'un cours d'eau pollué et nauséabond a été transformée en un parc avec des chemins et des plantations d'arbres. Commons Avenue, l'une des principales rues de Boston, est également reconstruite, avec une large pelouse, des arbres et une voie piétonne dans son terre-plein.
Pendant qu'il travaille sur ces projets, Olmsted déménage avec sa famille de New York à Brookline, une banlieue de Boston, en 1883. Le domaine de l'architecte, qu'il nomme Fairsted, reste sa résidence permanente jusqu'à sa retraite. En 1980, le domaine est devenu propriété fédérale et a obtenu le statut de National Historic Landmark. Il est aujourd'hui organisé comme un musée qui abrite les effets personnels du propriétaire, des photographies et des documents d'archives. Un parc miniature, créé par Olmsted lui-même, se trouve sur le terrain.

#### Chutes du Niagara
En 1869, alors que Buffalo commençait à peine à concevoir des zones de loisirs, Olmsted visita les chutes du Niagara près de la ville. Olmsted était accompagné de l'architecte Henry Richardson et de l'homme politique et procureur fédéral William Dorsheimer. Comme Olmsted l'a rappelé plus tard, c'est au cours de ce voyage que le mouvement Free Niagara est né à l'hôtel Cataract House, dans le but d'établir une zone protégée adjacente aux chutes. L'état de ce site naturel unique, dont la beauté immaculée avait été perturbée par de nombreux bâtiments industriels, canaux, jetées et attractions commerciales, suscitait des inquiétudes. Les foules de touristes étaient obligées de payer les propriétaires des parcelles adjacentes pour voir les cascades d'eau. Olmsted estimait que la visite du Niagara aurait dû être gratuite et s'apparenter à un pèlerinage de rencontres réfléchies et sans hâte avec la faune et la flore,.
Dix ans plus tard, en 1880, un rapport d'enquête sur l'état des chutes du Niagara, préparé par les dirigeants du mouvement, a été soumis à la législature de l'État de New York, accompagné d'une pétition demandant que les terres entourant le site soient nationalisées et interdites à toute activité commerciale. La pétition collective a été signée par des centaines de personnes influentes de l'époque, dont Frederick Olmsted, Charles Norton, professeur à Harvard, Charles Darwin, fondateur de la théorie de l'évolution des espèces, Thomas Carlyle, Ralph Emerson, Henry Longfellow, John Ruskin et John Whittier, ainsi que Morrison Waite, juge en chef de la Cour suprême des États-Unis. La première tentative de protection des chutes fut un échec : le projet de loi fut bloqué par le gouverneur Alonzo Cornell. Ce n'est qu'en 1883, après une série d'articles de presse et avec l'arrivée du nouveau chef d'État, Grover Cleveland, qu'un projet de loi visant à créer un conseil d'administration pour le nouveau parc est approuvé et promulgué,. La Niagara Reservation - nom initial de la zone de loisirs - est créée en avril 1885.
En 1886, Olmsted, qui avait dirigé le mouvement de préservation du Niagara pendant toutes ces années et participé à la préparation du rapport et de la pétition, fut nommé architecte pour la construction de la zone de conservation. Il s'adresse à son tour à son ancien compagnon Calvert Vox pour lui proposer une coopération. L'année suivante, en 1887, Olmsted et Vox présentèrent un plan de reconstruction en deux parties. La première partie proposait de construire des chemins et des sentiers le long de la rive américaine de la rivière, et de construire une plate-forme d'observation à Prospect Point au bord des chutes américaines. La seconde partie consistait à recréer une forêt vierge sur l'île Goat, entre les deux bras de la rivière Niagara, où les vacanciers pourraient se promener sur des sentiers s'enfonçant dans l'île et admirer sa nature. Une route était proposée autour du périmètre de l'île et plusieurs plates-formes d'observation avec vue sur la rivière et les chutes d'eau. Enfin, plusieurs ponts piétonniers devaient relier l'île Goat à d'autres petites îles situées en amont. Après l'approbation du projet, sa mise en œuvre est principalement assurée par Vox, tandis qu'Olmsted se concentre sur d'autres travaux.

#### L'université de Stanford
Alors qu'il commence à travailler sur la réserve près des chutes du Niagara, Olmsted rencontre Leland Stanford, grand industriel et ex-gouverneur de Californie, qui se trouve alors dans les États de l'Est à la recherche de personnel pour son université en construction à Palo Alto. L'homme d'affaires propose à l'improviste à l'architecte de créer un plan architectural préliminaire pour le campus et, à la surprise d'Olmsted, accepte sans hésiter des honoraires inhabituellement élevés, soit 10 000 dollars. En août-septembre 1886, Olmsted se rend à nouveau sur la côte pacifique des États-Unis, cette fois en empruntant le tout nouveau chemin de fer transcontinental. Il explore le site du futur établissement d'enseignement, visite le nouveau Golden Gate Park de San Francisco et revisite Mariposa Grove dans le Yosemite.
Déjà chez lui à Brookline, l'architecte dessine un plan détaillé du campus universitaire qui, par certains aspects, diffère nettement de l'architecture traditionnelle des établissements d'enseignement supérieur de l'époque. Selon Olmsted, le campus devait être le centre de la vie sociale pour les professeurs et les étudiants, permettant à la fois de se déplacer d'un bout à l'autre et de communiquer. Les bâtiments reliés entre eux et revêtus de briques, à l'instar de la basilique Saint-Pierre de Rome, étaient ornés de galeries extérieures avec des arcs et des colonnes, qui permettaient non seulement de s'abriter de la pluie et du soleil, mais aussi de rencontrer des étudiants d'autres disciplines et de nouer des liens sociaux. Des palmiers et d'autres plantes arides ont été plantés le long des allées pavées, créant ainsi une oasis au milieu du paysage désertique. La route d'accès, qui divisait le campus en deux parties symétriques, bifurquait en un point et s'incurvait autour de l'entrée principale en arc de cercle. Les étudiants pouvaient vivre non pas dans des dortoirs exigus, mais dans des maisons de type cottage sur le campus. Si Olmsted est responsable de la disposition générale des installations et de l'aspect esthétique du campus dans son ensemble, l'architecture directe des bâtiments universitaires est confiée au cabinet Shepley, Rutan and Coolidge de Boston, composé d'étudiants d'Henry Richardson,,.
Pour diverses raisons, le projet d'Olmsted n'a été que partiellement réalisé. Par exemple, le plan de construction des cottages n'a survécu que sur papier. Un arboretum, semblable à celui qu'Olmsted avait conçu à Harvard, n'a pas été créé. Enfin, les bâtiments académiques eux-mêmes, conçus à l'origine comme des blocs rectangulaires reliés par des passages couverts, commencèrent à se développer dans une direction différente. Cependant, le bâtiment principal, qui se distingue aujourd'hui par ses galeries à arcades, ainsi que la disposition des espaces verts et des routes principales ont été conservés tels qu'ils avaient été conçus par le créateur.

#### Le domaine de Biltmore
En 1888, Olmsted se rendit à nouveau en Caroline du Nord, cette fois pour discuter de la construction d'un nouveau domaine Biltmore pour George Vanderbilt, l'une des dynasties les plus riches des États-Unis. Il avait visité la région pour la première fois avant la guerre civile, alors qu'il était journaliste et qu'il recueillait des informations sur les mœurs du Sud esclavagiste. À la grande déception de l'architecte, le paysage naturel mémorable avait changé de façon spectaculaire entre-temps : tout d'abord, les longues forêts à travers lesquelles il s'était promené avaient disparu. Les centaines de kilomètres carrés du futur domaine n'étaient plus qu'une zone de coupe à blanc où les anciens propriétaires avaient installé des enclos à cochons. Lorsque Olmsted demanda au nouveau propriétaire ce qu'il souhaitait y voir, Vanderbilt suggéra un parc. Cependant, la construction et l'entretien d'un parc aussi vaste s'avérant trop coûteux, Olmsted le persuada de cultiver une forêt semblable à la forêt relictuelle présente sur une grande partie de la propriété. Une fois de plus, comme dans le cas du Yosemite et des chutes du Niagara, l'architecte se révèle être un défenseur de la nature sauvage, un concept très rare à la fin du XIXe siècle.
Contrairement à Stanford, George Vanderbilt laissa à Olmsted une grande liberté pour mettre en œuvre sa vision de l'aménagement paysager du domaine. En retour, Olmsted lui-même considérait que le projet avait une grande importance sociale, en dépit de sa nature privée. L'architecte pensait que des visiteurs influents prendraient note de sa création et l'utiliseraient comme modèle pour restaurer des zones de nature vierge dans tout le pays. Au fur et à mesure que l'on s'éloigne du domaine, une transition en douceur entre le "jardin ordinaire" et la forêt a été envisagée. Les plates-bandes et les parterres ont été suivis d'un "parc de printemps" (aujourd'hui "parc d'azalées") avec des plantes ornementales indigènes. Vint ensuite la "réserve de cerfs", un étang avec un pont et une station de bateaux, et enfin une solide zone boisée. Les visiteurs qui pénètrent dans le domaine parcourent environ 5 km sur une route forestière sinueuse avant d'apercevoir le luxueux palais du propriétaire. Le domaine a été construit par l'architecte Richard Hunt, connu pour ses immeubles résidentiels destinés aux Américains riches et influents. À la suggestion d'Olmsted, il a conçu une terrasse offrant une vue panoramique sur les Blue Ridge Mountains des Appalaches,.
Tout ce qui a été conçu au domaine n'a pas été réalisé dans la pratique : par exemple, l'arboretum, semblable à la pépinière de Harvard, est resté sur le papier. En revanche, l'idée de recréer la forêt a eu des conséquences importantes. Au fur et à mesure que la zone s'étendait, elle nécessitait l'intervention croissante de forestiers professionnels. Ainsi, sur la recommandation d'Olmsted, un jeune diplômé de École nationale du génie rural, des eaux et des forêts de Nancy, en France, Gifford Pinchot, futur homme politique de premier plan et fondateur du Service national des forêts,, est engagé comme forestier en chef. En 1914, la veuve de John Vanderbilt vend au gouvernement fédéral environ 350 km² de terres forestières, sur lesquelles la Pisgah National Forest sera formée plus tard.

#### Exposition universelle de Chicago
Olmsted n'accepte pas immédiatement la proposition de l'industriel James Ellsworth de participer à la préparation de l'Exposition universelle de 1893, principalement en raison de sa charge de travail sur d'autres projets. Cependant, au cours de l'été 1890, il se rendit à Chicago à l'invitation du comité chargé de sélectionner un site adéquat. Selon Olmsted, en raison de la topographie plate et de l'absence de points de vue lumineux, le seul point fort de la ville était le lac Michigan, sur les rives duquel il avait un jour envisagé, avec Vox, d'aménager le parc Jackson. La zone où devait être aménagée l'aire de loisirs était un terrain vague côtier avec des dunes de sable et des plaines marécageuses. Malgré l'aspect inesthétique du site et son éloignement du centre-ville, l'architecte réussit à convaincre les organisateurs de choisir cet emplacement. La commission est confrontée à la tâche difficile de construire en deux ans un complexe d'exposition sur un site vide, à une échelle qui n'a rien à envier à l'exposition de Paris de 1889. 
Le directeur de l'exposition Daniel Burnham prend en charge le projet et Frederik Olmsted est chargé de transformer le paysage. Olmsted reconstitue partiellement ses dessins d'il y a plus de vingt ans et les utilise pour créer un nouveau plan de transformation de la zone. Un réseau de lagunes artificielles et de canaux rappelant les lagunes vénitiennes est creusé. Une île artificielle et vallonnée a été érigée entre les plans d'eau, où les futurs visiteurs pourront se détendre dans le silence de la nature. Chaque pavillon d'exposition était équipé d'une entrée supplémentaire du côté du plan d'eau, le long de laquelle circulaient de petits bateaux électriques, stylisés comme des sampans asiatiques colorés. Pendant les mois les plus chauds de l'année, Olmsted recherche des plantes aquatiques appropriées le long des rivières et des lacs de l'Illinois et du Wisconsin : saules, callunes, joncs et chèvrefeuilles, qu'il plante ensuite le long des berges des canaux.
D'avril à septembre 1892, Olmsted voyage à nouveau en Europe. Ce voyage est en partie dû à des problèmes de santé : en raison d'un épuisement nerveux, l'architecte âgé souffre d'insomnie, de névralgie faciale, d'acouphènes. Pendant le voyage, il passe plusieurs semaines dans la maison d'un spécialiste des maladies nerveuses à Hampstead Heath, dans la banlieue de Londres, où il est traité avec des sédatifs. Le reste du temps, Olmsted s'intéresse plus que jamais aux détails de l'architecture européenne nécessaires à son travail professionnel. Il visite le site de l'exposition précédente à Paris, où il escalade la tour Eiffel, construite spécialement pour l'occasion. Dans la vallée de la Loire, il s'intéresse aux châteaux locaux ; dans la vallée de la Tamise, à la végétation fantaisiste de pervenches, qui doit être reproduite à Chicago.

#### Autres projets
Alors que la construction du manoir Vanderbilt et des pavillons d'exposition à Chicago est en cours, le maître entreprend des commandes dans d'autres villes. De nouveaux parcs municipaux sont conçus à Milwaukee (Wisconsin), Bridgeport (Connecticut), Detroit (Michigan), Trenton (New Jersey), Rochester (New York),, Louisville (Kentucky), et dans d'autres villes américaines. Le plan de la commune de Druid Hills près d'Atlanta reprend le concept urbanistique de la banlieue de Riverside à Chicago, développé en 1869. Le campus de l'université Stanford est utilisé pour concevoir les campus de nombreux établissements d'enseignement supérieur aux États-Unis.

### Dernières années de vie
En 1895, Olmsted commence à montrer des signes de démence avancée : forte baisse de la mémoire, irritabilité et incapacité à se concentrer sur une tâche simple. En mai de cette année, il interrompt inopinément un nouveau voyage de travail au "Biltmore", qui s'avère être le dernier de sa carrière professionnelle. La famille a tenté d'améliorer l'état de l'architecte en le changeant d'environnement et en le tenant à l'écart des nouvelles du monde extérieur. Cependant, ni l'isolement sur l'île de Deer Isle dans le Maine, ni un voyage chez un médecin en Grande-Bretagne cette fois-ci n'y font rien : la maladie progresse rapidement et n'apporte aucune tranquillité à la famille et aux amis. Après des tentatives d'aide infructueuses, Olmsted est placé en septembre 1898 dans la clinique psychiatrique McLean à Belmont, où il restera jusqu'à la fin de sa vie. Frederick Olmsted meurt le 28 août 1903 et est enterré au cimetière Old North dans sa ville natale de Hartford dans le Connecticut.

## Famille
- Père : John Olmsted (1791-1873) est un homme d'affaires et un marchand de textile prospère. Il joue un rôle inestimable dans la vie de Frederick, l'aidant à plusieurs reprises dans des situations difficiles[154].
- Mère :  Charlotte Law Hull (Charlotte Law Hull, 1800-1826, a pris le nom de famille de son mari lors de son mariage). Décédée d'une overdose de laudanum lorsque Frederick avait 3 ans[155].
- Frère cadet : John Hull Olmsted (John Hull Olmsted, 1825-1857). Chirurgien de formation à l'université de Yale, marié. Décédé de la tuberculose à l'âge de 32 ans[156].
- Belle-mère Mary Ann Bull (Mary Ann Bull, 1801-1894) : choriste, femme au foyer. Mariée au père de Frederick en 1827. Après la mort de son mari, elle entretient des relations difficiles avec son fils adoptif[157].
- Epouse : Mary Cleveland Perkins Olmsted (Mary Cleveland Perkins Olmsted, 1830-1921). Elle épouse Frederick en 1859, après la mort de son premier mari John, le propre frère de Frederick. Au moment de son mariage, elle a trois enfants de son premier mariage[158].
- Neveu et fils adoptif : John Charles Olmsted (John Charles Olmsted, 1852-1920). Devenu architecte paysagiste, il rejoint le cabinet de son père en tant qu'associé. Après que Frederick s'est retiré de l'entreprise, il poursuit son travail, concevant de nombreux parcs aux États-Unis[159],[160] avec son jeune frère Rick.
- Nièce et fille adoptive : Charlotte Olmsted (Charlotte Olmsted, 1855-1908). Diplômé d'un pensionnat. Souffre d'une maladie mentale[161].
- Neveu et fils adoptif : Owen Frederick Olmsted (Owen Frederick Olmsted, 1857-1881). Diplômé de l'école des mines de l'université de Columbia, il se rend dans le Montana, où il tient un ranch. Décédé de la tuberculose à un jeune âge[162].
- Fils : John Theodore Olmsted (John Theodore Olmsted, 1860). Décédé dans un accident au cours de sa première année[163].
- Fille : Marion Olmsted (Marion Olmsted, 1861-1948). Travaille dans l'entreprise Olmsted Brothers[164].
- Fils : Frederick Law Olmsted Jr (Frederick Law Olmsted Jr, 1870-1957). Assiste son père dans la préparation de l'Exposition universelle et dans la conception du domaine de Biltmore. Avec son frère aîné John, il hérite de son entreprise, qu'il rebaptise Olmsted Brothers. Architecte paysagiste[165].

## Principes généraux de conception
S'inspirant du paysagisme et du jardinage anglais, Olmsted a mis l'accent sur une conception qui encourage la pleine utilisation des caractéristiques naturelles d'un espace donné, son "génie" ; la subordination des détails individuels à l'ensemble, de sorte que les éléments décoratifs ne prennent pas le dessus, mais que l'ensemble de l'espace soit mis en valeur ; la dissimulation de la conception, une conception qui n'attire pas l'attention sur elle-même ; une conception qui agit sur l'inconscient pour produire la détente ; et l'utilité ou la finalité plutôt que l'ornementation. Un pont, un sentier, un arbre, un pâturage : tous les éléments sont réunis pour produire un effet particulier.
Olmsted a principalement conçu des projets dans les styles pastoral et pittoresque, chacun visant à produire un effet particulier. Le style pastoral présentait de vastes étendues de verdure avec de petits lacs, des arbres et des bosquets et produisait un effet apaisant et réparateur sur l'observateur. Le style pittoresque couvre des terrains rocailleux et accidentés, parsemés d'arbustes et de lianes, afin d'exprimer la richesse de la nature. Le style pittoresque joue avec la lumière et l'ombre pour donner au paysage une impression de mystère.
Les paysages sont conçus pour renforcer la sensation d'espace : limites indistinctes à l'aide de plantes, de broussailles et d'arbres, au lieu de limites nettes ; jeux d'ombre et de lumière de près, et détails flous de loin. Il a utilisé une vaste étendue de verdure au bout de laquelle se trouve un bosquet de peupliers jaunes ; un chemin qui serpente à travers un morceau de paysage et en croise d'autres, divisant le terrain en îlots triangulaires de nouveaux points de vue successifs.
La subordination s'est efforcée d'utiliser tous les objets et toutes les caractéristiques au service de la conception et de l'effet recherché. Cela se voit dans l'utilisation subtile de plantes naturelles dans l'ensemble du parc. Les espèces non indigènes plantées pour leur propre singularité ont été considérées comme allant à l'encontre de l'objectif de la conception, car cette singularité même attirerait l'attention sur elle alors que l'intention est de permettre la relaxation : l'utilité avant tout était un objectif. La séparation s'applique aux zones conçues dans des styles différents et pour des usages différents, ce qui renforce la sécurité et réduit les distractions. L'une des principales caractéristiques de Central Park est l'utilisation de chemins creux qui traversent le parc et sont spécifiquement dédiés aux véhicules, par opposition aux allées sinueuses réservées aux piétons.
Un bel exemple de ce mélange de principes se trouve dans le Central Park Mall, une grande promenade menant à la Bethesda Terrace et l'unique élément formel de la conception naturaliste originale d'Olmsted et Vaux. Les concepteurs ont écrit qu'une "grande promenade" était une "caractéristique essentielle d'un parc métropolitain" ; cependant, sa symétrie formelle, son style, même s'il s'agit d'une aberration, a été conçu de manière à être subordonné à la vue naturelle qui l'entoure. Les passagers fortunés descendaient de leur voiture à l'extrémité sud. La calèche faisait alors le tour jusqu'à la Terrasse, qui donnait sur le lac et le Ramble, pour venir les chercher, ce qui leur évitait de devoir faire le chemin inverse à pied. La Promenade était bordée d'ormes élancés et offrait une vue sur Sheep Meadow.
Les New-Yorkais aisés, qui se promenaient rarement dans le parc, se mêlaient aux moins fortunés dans les quartiers de la terrasse, et tous profitaient d'une échappatoire à l'agitation de la ville environnante. Cependant, les plus riches d'entre eux ont fait appel à l'entreprise pour aménager leurs propriétés de campagne de manière similaire, pour leur plaisir privé, comme c'est le cas pour Frederick T. van Beuren Jr. dans le New Jersey. Il est le descendant d'un médecin néerlandais qui s'est installé à Manhattan en 1700 et dont les membres de la famille sont devenus d'éminents propriétaires dans la ville et dans d'autres lieux. À l'origine, ce domaine était l'un des nombreux lieux de retraite autosuffisants que la famille possédait à Manhattan et qui comprenait une ferme pour les produits agricoles, le bétail et une écurie, ainsi que plusieurs maisons pour le personnel permanent. Le domaine devint plus tard une résidence plus permanente lorsque la carrière de van Beuren s'orienta vers la fondation d'un hôpital dans la communauté grandissante des environs. À cette époque, la structure en bardeaux de New Vernon est rénovée en une structure en briques qui est décrite comme l'un des manoirs les plus remarquables de la région. Au moment de la rénovation, le plan d'aménagement paysager de la résidence n'est pas modifié. L'élargissement de Spring Valley Road à la fin du XXe siècle a fait disparaître certains aménagements paysagers d'Olmsted, notamment une cascade de fougères indigènes bordant une partie de la propriété le long de la route, de Blackberry Lane à l'éponyme van Beuren Road, qui divise la propriété familiale de sa limite nord à sa limite sud, à Blue Mill Road.

## Le cabinet d'Olmsted
Au cours de sa vie, Frederick Olmsted a fondé plusieurs entreprises commerciales d'architecture paysagère. Le premier d'entre eux, Olmsted, Vaux & Company, a été créé avec Calvert Vaux en 1865. Plusieurs projets de grande envergure à Brooklyn, Buffalo et Chicago ont été réalisés sous la direction de cette société. Après avoir rompu avec son associé en 1872, Olmsted travailla indépendamment pendant plusieurs années, collaborant surtout avec d'autres architectes, ingénieurs et horticulteurs. En 1884, lorsque son activité professionnelle devient l'une des plus recherchées du pays, il fonde sa propre entreprise, qui perdure sous une enseigne ou une autre jusqu'en 1979,.
Pratiquement tous les projets d'Olmsted à partir de 1884 sont réalisés au sein de son entreprise et avec le soutien de ses employés. Le nom original de l'entreprise était "F. L. Olmsted & J. C. Olmsted". L'idée est née du neveu et fils adoptif de Frederick, John Charles Olmsted, qui a suivi les traces de son père et est devenu son associé. En 1889, un autre associé de l'architecte est son apprenti Henry Sargent Codman. Après la mort prématurée de Codman en 1893, un autre élève du maître, Charles Eliot, lui succède et le cabinet devient Olmsted, Olmsted & Eliot. Cependant, Eliot, comme Codman, mourut à un âge avancé, alors que son maître était encore en vie en 1897. Un an plus tard, alors que Frederick Law Olmsted, malade en phase terminale, avait déjà pris sa retraite, John et son plus jeune fils Rick (Frederick Law Olmsted Jr.) reprirent les affaires de la société, qui devint Olmsted Brothers. Les affaires des frères se sont rapidement développées et, avec l'arrivée de la Grande Dépression à la fin des années 1920, le nombre d'employés de l'entreprise est passé à 2500 personnes. Le cabinet est crédité de centaines de commandes d'architecture paysagère, principalement pour la conception de parcs municipaux et d'autres espaces publics.

## Œuvres
- Promenades et entretiens d'un fermier américain en Angleterre Riley : Columbus, Ohio, 1859
- A journey through Texas, or a winter of saddle and camp life on the border country of the United States and Mexico New York & London 1857

## Dans la culture populaire
- Dans la série Dickinson d'Apple TV+ (2019-2021), Timothy Simons incarne Olmsted dans l'épisode 4 de la deuxième saison, " The Daisy Follows the Soft Sun " (La marguerite suit le soleil doux).
- Dans le film Brooklyn Affairs (2019), le personnage d'Alec Baldwin dit que tout le monde devrait remercier Olmsted pour ce qu'il a fait pour développer New York.
- En juin 2022, un bébé girafe du zoo de Seneca Park à Rochester, dans l'État de New York, a été nommé Olmsted, en reconnaissance du concepteur de Seneca Park et d'autres parcs de Rochester[171].

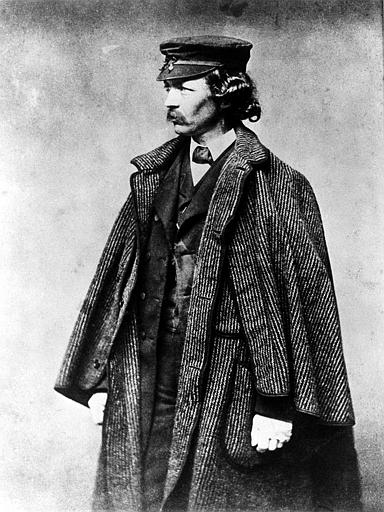
Frederick Law Olmsted en 1857.